# Франкфуртер Тор (станция метро)
«Франкфуртер Тор» (нем. Frankfurter Tor, Франкфуртские ворота) — станция Берлинского метрополитена на линии U5 в районе Фридрихсхайн.
Расположена на пересечении Карл-Маркс-Аллее / Франкфуртер-Аллее и Петерсбургер Штрассе / Варшауэр-Штрассе. Открыта 21 декабря 1930 года под названием Petersburger Straße, когда открылась линия E. Нынешнее название получила из-за башен на перекрестке, которые должны напоминать бывшие Франкфуртские городские ворота Берлина, которые, однако, находились западнее, у станции метро Weberwiese.

## История
Построена в 1930 году в Веймарской республике по проекту архитектора Альфреда Гренандера и первоначально называлась Петерсбургер Штрассе, то есть «Петербургская улица». Свое название улица получила 23 апреля 1874 года, когда несколькими годами ранее Прусская Восточная железная дорога открыла непрерывное железнодорожное сообщение между Берлином и Санкт-Петербургом, столицей Российской империи. Конечная остановка этого маршрута, старый Ostbahnhof, находится к юго-западу.

Карта рельсового транспорта Восточного Берлина на 1984 год. Голубым цветом отмечены линии метро

Союзные войска бомбили станцию 21 декабря 1940 г. и 3 февраля 1945 г., разрушив внутреннее оформление. С апреля по июнь 1945 года линия E не функционировала. 16 июня 1945 года Николай Берзарин стал первым русским командиром Берлина, поэтому в 1946 году станция была переименована в Берзаринштрассе, в 1958 году — в Берзарин Штрассе (Франкфуртер Тор), а затем просто во Франкфуртер Тор.
После падения Берлинской стены и исчезновения ГДР была переименована в Rathaus Friedrichshain в 1991 году. В 1996 году была вновь переименована в Petersburger Straße. Чтобы восстановить ущерб, нанесённый Второй Мировой войной, станция была закрыта с сентября по декабрь 2003 года, и все пулевые отверстия были удалены.
20 февраля 2006 года станция была вновь переименована во Франкфуртер Тор.